# أبو الكرم الشهرزوري
أبو الكرم المبارك بن الحسن بن أحمد بن علي بن فتحان الشهرزوري البغدادي أحد قراء العصر العباسي، مصنف كتاب المصباح الزاهر في العشرة البواهر.

## طلبه للعلم
ولد في ربيع الآخر سنة 462 هـ. سمع من إسماعيل بن مسعدة الإسماعيلي، ورزق الله التميمي، وأبي الفضل بن خيرون، وطراد الزينبي، وأجاز له أبو الحسين بن المهتدي بالله، وعبد الصمد بن المأمون، وأبو محمد بن هزارمرد، وأبو الحسين بن النقور. قرأ عليه خلق منهم: عمر بن بكرون النهرواني، ومحمد بن محمد بن الكال الحلي، وصالح بن علي الصرصري، وأبو يعلى حمزة بن القبيطي، وعبد الواحد بن سلطان، ويحيى بن الحسين الأواني، وأحمد بن الحسن العاقولي، وزاهر بن رستم إمام المقام، وعبد العزيز بن أحمد بن الناقد، ومشرف بن علي الخالصي الضرير، وعلي بن أحمد الواسطي الدباس، وأبو العباس محمد بن عبد الله الراشيدي الضرير. انتهى إليه علو الإسناد في القراءات، فإنه قرأ ختمة لقالون على رزق الله، عن قراءته على الحمامي، وتلا لورش على أحمد بن مبارك قال: قرأت بها إلى سبأ على الحمامي، وتلا للدوري على يحيى السيبي، ورزق الله، وأبي نصر أحمد بن علي الهاشمي، عن تلاوتهم على الحمامي.

## مكانته العلمية
قال السمعي: «شيخ صالح دين خير، قيم بكتاب الله، عارف باختلاف الروايات والقراءات، حسن السيرة، جيد الأخذ على الطلاب، عالي الروايات». قال الذهبي: «تلا على رزق الله، وعبد بن عتاب، ويحيى بن أحمد السيبي، والشريف عبد القاهر المكي، ومحمد بن أبي بكر القيرواني، وأبي البركات الوكيل، وأحمد بن مبارك الأكفاني، وأبي علي الحسن بن محمد الكرماني الزاهد صاحب الحسين بن علي بن عبيد الله الرهاوي، والحسن الشهرزوري والده».

## مؤلفاته
- المصباح الزاهر في العشرة البواهر.

## وفاته
مات في الثاني والعشرين من شهر ذي الحجة سنة 550 هـ، ودفن إلى جانب الحافظ أبي بكر الخطيب.